# Miracle fruit
『miracle fruit』（ミラクル・フルーツ）は、栗林みな実の6枚目のアルバム。2011年3月9日にLantisから発売された。

## 概要
オリジナル曲9曲とシングルのカップリング曲2曲で構成。初回生産分はBOXスリーブケース仕様。
アルバム『fantastic arrow』以来約4年3か月ぶりに、全曲の作詞・作曲を栗林が手掛けたフルアルバム。

## 収録曲
全作詞・作曲：栗林みな実
1. miracle fruit [5:17]
編曲：菊田大介
テレビ東京系『アニソンぷらす』2011年3月度エンディングテーマ
2. secret moment [5:00]
編曲：飯塚昌明
3. 氷の結晶 [4:52]
編曲：増田武史
4. one drop [4:31]
編曲：藤田淳平
5. stage [4:55]
編曲：藤田淳平
6. 静寂の腕輪 [5:13]
編曲：虹音
シングル「あんりある♡パラダイス」カップリング曲
7. Luminous Beat [4:38]
編曲：菊田大介
8. 虹色の永遠 [5:13]
編曲：虹音
9. 空のこたえ [4:39]
編曲：菊田大介
シングル「sympathizer」カップリング曲
10. Beautiful Blaze [4:13]
編曲：中山真斗
トレーディングカードゲーム『ChaosTCG』テーマソング
11. planet earth [5:48]
編曲：虹音